# Арапука

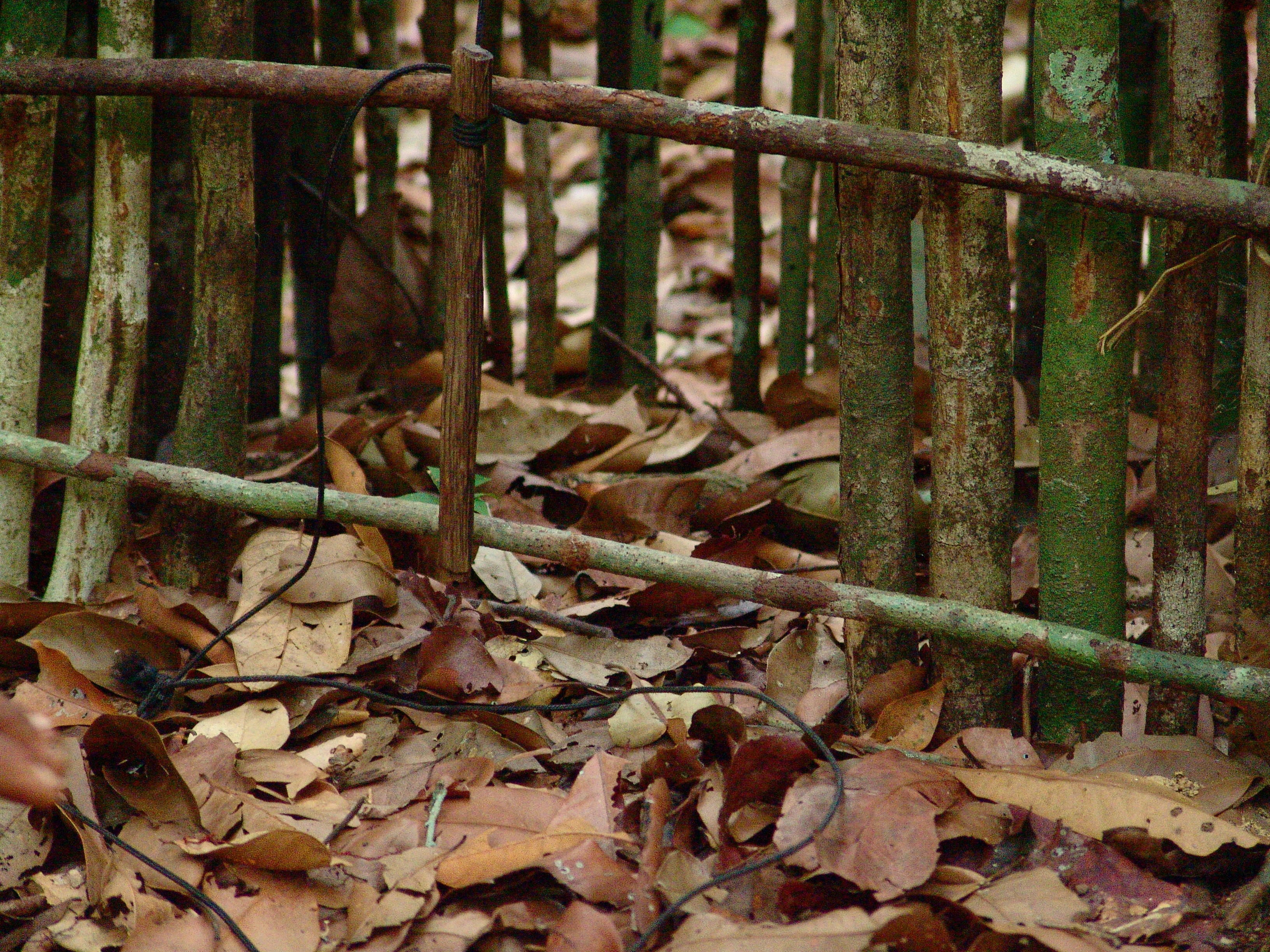
Арапука

Арапука (бразильська португальська вимова: [a.ɾaˈpu.kɐ]) або арипука — пастка ручної роботи, яку гуарані використовували для лову птахів, мавп та інших дрібних тварин. Його висота зазвичай менше метра, але існує гігантська, 17-метрова репродукція однієї з цих пасток у туристичному комплексі La Aripuca, на околиці міста Пуерто-Ігуасу, в Місьйонес, Аргентина.
Арапука — це піраміда, побудована зі зв'язаних палиць, яка може вловлювати живу здобич, не завдаючи їй шкоди. Її розміщують там, де мисливець знає, що здобич зазвичай проходить або в її бажаному середовищі існування, разом із маленькими шматочками їжі, як-от насіння чи крихти хліба. Коли тварина наступає на потрібне місце, пастка спрацьовує під дією її ваги, скидаючи на неї пірамідальну конструкцію та не даючи їй втекти. Курок зазвичай ховають під шаром сухого листя та ґрунту, взятого з того самого місця, щоб він не виглядав підозрілим для жертви.